# Zyxomma atlanticum
Zyxomma atlanticum är en trollsländeart som beskrevs av Selys 1889. Zyxomma atlanticum ingår i släktet Zyxomma och familjen segeltrollsländor. IUCN kategoriserar arten globalt som livskraftig. Inga underarter finns listade i Catalogue of Life.